# 松井千佳
松居 千佳（まつい ちか、1969年1月9日 - ）は、日本の女優。

## 出演作品

### テレビ
- 影を愛した私（1988年5月23日放送、KTV）
- 華の別れ(1989年、THK)
- 燃えよ剣(1990年1月6日放送.2話、TX)
- 地球戦隊ファイブマン(1990年〜1991年、銀河皇帝メドー（声は金野恵子） / 王女メドー役)

### オリジナルビデオ
- けっこう仮面2(1992年3月27日)-保健室の先生
- 監禁逃亡(1992年4月24日)-山荘カップルの女役

### 映画
- 出張(1989年9月30日)-飲み屋の女役

| スタブアイコン | サブスタブ | この項目は、まだ閲覧者の調べものの参照としては役立たない、俳優（男優・女優）に関連した書きかけの項目です。この項目を加筆・訂正などしてくださる協力者を求めています（P:映画/PJ芸能人）。 |